# Rheumaptera tremodes
Rheumaptera tremodes là một loài bướm đêm trong họ Geometridae.